# Petrichloral
Petrichloral (Pentaerythritol chloral) là một tiền chất an thần và thôi miên hydrat chloral. Nó là một loại thuốc IV ở Mỹ.